# Wuming
Wuming är ett stadsdistrikt i Nanning i den autonoma regionen Guangxi i sydligaste Kina. Wuming var tidigare ett härad, men ombildades till ett stadsdistrikt 2015.
Den variant av zhuangspråket som talas på orten är standard för zhuang i Folkrepubliken Kina.